# Miecislao IV el Piernas Torcidas
Miecislao IV el Piernas Torcidas (del polaco Mieszko I Plątonogi; circa 1132/1146 - 16 de mayo de 1211) fue el segundo hijo del duque Vladislao II el Desterrado e Inés de Babenberg, hija de Leopoldo III. Fue duque de Silesia 1163-73 (con su hermano), duque de Racibórz desde 1173, duque de Opole desde 1202 y duque de Cracovia y Gran Duque de Polonia desde el 9 de junio de 1210 hasta su muerte. Su esposa era Ludmila y sus hijos fueron: Casimiro I de Opole, Ines, Ludmiła, Eufrozyna, Ryksa.
Tras su muerte, Leszek I el Blanco pudo volver a Cracovia sin mayores dificultades.